# نهائي كأس الكؤوس الإفريقية 1981
نهائي كأس أفريقيا للأندية أبطال الكؤوس 1981 هي المباراة النهائية للنسخة السادسة من كأس أفريقيا للأندية أبطال الكؤوس .
وتوج بها يونيون سبورتيف دوالا الكاميروني على حساب ستشينرى ستورز النيجيري .

## الفرق
| الفريق        | المنطقة             | وصول سابق (الخط الغليظ يشير إلى بطل تلك النسخه) |
| ------------- | ------------------- | ----------------------------------------------- |
| يونيون دوالا  | وسط أفريقيا UNIFFAC | 0                                               |
| ستشينرى ستورز | غرب أفريقيا WAFU    | 0                                               |

## الوصول إلى النهائي
| الفريق    | الدور       | إجم. | نتيجة.ذ | نتيجة.إ |
| --------- | ----------- | ---- | ------- | ------- |
| وفاق سطيف | ربع النهائي | 1-6  | 0-5     | 1-1     |
| هاساكاس   | نصف النهائي | 4-4  | 1-2     | 3-2     |

| الفريق  | الدور       | إجم. | نتيجة.ذ | نتيجة.إ |
| ------- | ----------- | ---- | ------- | ------- |
| كبيسيا  | ربع النهائي | 3-2  | 0-1     | 3-1     |
| دجوليبا | نصف النهائي | 0-1  | 0-0     | 0-1     |

## النهائي
| يونيون دوالا | 0-0   | ستشينرى ستورز |
| ------------ | ----- | ------------- |
|              | تقرير |               |

| ستشينرى ستورز | 2-1   | يونيون دوالا |
| ------------- | ----- | ------------ |
|               | تقرير |              |